# Храм Беллоны
Храм Беллоны — руины древнеримского храма, посвящённого богине Беллоне рядом с театром Марцелла и храмом Аполлона Врачевателя в Риме.
Аппий Клавдий Цек пообещал построить храм в честь победы над этрусками в 296 г. до н. э., через 5 лет храм был освящён на Марсовом поле. Перед сооружением находилась «колонна войны» (лат. Columna Bellica), от неё в древние времена в знак объявления войны в сторону врага бросали копье. В храме иногда собирался сенат, принимались иностранные послы, полководцы, которые возвращались из походов победителями и ожидали триумфа.